# Bộ Chính trị Ban Chấp hành Trung ương Đảng Cộng sản Liên Xô khóa XXII (1961–1966)
Bộ Chính trị Ban Chấp hành Trung ương Đảng Cộng sản toàn Liên Xô khóa XXII (1961-1966) được bầu tại Hội nghị Trung ương lần thứ nhất của Ban chấp hành Trung ương Đảng Cộng sản Liên Xô khóa XXII được tổ chức ngày 31/10/1961.

## Ủy viên chính thức
| Tên (sinh – mất)               | Bắt đầu    | Kết thúc   | Thời gian       | Chức vụ |
| ------------------------------ | ---------- | ---------- | --------------- | --- |
| Leonid Brezhnev (1906–1982)    | 31/10/1961 | 8/4/1966   | 4 năm, 159 ngày | Chủ tịch Đoàn Chủ tịch Xô viết Tối cao (1960-1964) Bí thư thứ nhất Đảng Cộng sản Liên Xô (1964-1966) Tổng Bí thư Đảng Cộng sản Liên Xô (1966-1982)                                        |
| Gennady Voronov (1910–1994)    | 31/10/1961 | 8/4/1966   | 4 năm, 159 ngày | Phó Chủ nhiệm Văn phòng Trung ương Đảng Cộng sản Liên Xô phụ trách Nga Xô (1961-1962) Chủ tịch Hội đồng Bộ trưởng Nga Xô (1962-1971)                                                      |
| Frol Kozlov (1908–1965)        | 31/10/1961 | 16/11/1964 | 3 năm, 16 ngày  | Bí thư Trung ương Đảng (1961-1964) Phó Chủ tịch Đoàn Chủ tịch Xô viết Tối cao Liên Xô (1950-1965)                                                                                         |
| Alexei Kosygin (1904–1980)     | 31/10/1961 | 8/4/1966   | 4 năm, 159 ngày | Phó Chủ tịch Hội đồng Bộ trưởng Liên Xô (1960-1964) Chủ tịch Hội đồng Bộ trưởng Liên Xô (1964-1980)                                                                                       |
| Otto Kuusinen (1881–1964)      | 31/10/1961 | 14/5/1964  | 2 năm, 196 ngày | Bí thư Trung ương Đảng (1961-1964) |
| Anastas Mikoyan (1895–1978)    | 31/10/1961 | 8/4/1966   | 4 năm, 159 ngày | Phó Chủ tịch Hội đồng Bộ trưởng (1956-1964) Chủ tịch Đoàn Chủ tịch Xô viết Tối cao (1964-1965) Thành viên Đoàn Chủ tịch Xô viết Tối cao (1965-1974)                                       |
| Nikolai Podgorny (1908–1983)   | 31/10/1961 | 8/4/1966   | 4 năm, 159 ngày | Bí thư thứ nhất Đảng Cộng sản Ukraina (1957-1963) Bí thư Trung ương Đảng (1963-1965) Chủ tịch Đoàn Chủ tịch Xô viết Tối cao (1965-1977)                                                   |
| Dmitry Polyansky (1917–2001)   | 31/10/1961 | 8/4/1966   | 4 năm, 159 ngày | Chủ tịch Hội đồng Bộ trưởng Nga Xô (1958-1962) Phó Chủ tịch Hội đồng Bộ trưởng Liên XÔ (1962-1965) Phó Chủ tịch thứ nhất Hội đồng Bộ trưởng Liên Xô (1965-1973)                           |
| Mikhail Suslov (1902–1982)     | 31/10/1961 | 8/4/1966   | 4 năm, 159 ngày | Bí thư Trung ương Đảng (1961-1966) |
| Nikita Khrushchev (1894–1971)  | 31/10/1961 | 14/10/1964 | 2 năm, 349 ngày | Bí thư thứ nhất Đảng Cộng sản Liên Xô (1961-1964) Chủ tịch Hội đồng Bộ trưởng (1958-1964) Chủ tịch Bộ Chính trị Trung ương Đảng Nga Xô (1956-1964)                                        |
| Nikolay Shvernik (1888–1970)   | 31/10/1961 | 8/4/1966   | 4 năm, 159 ngày | Chủ nhiệm Ủy ban Kiểm tra Trung ương Đảng (1956-1966) |
| Andrei Kirilenko (1906–1990)   | 23/4/1962  | 8/4/1966   | 3 năm, 350 ngày | Phó Chủ nhiệm Văn phòng Trung ương Đảng Cộng sản Liên Xô phụ trách Nga Xô (1962-1966) Chủ nhiệm Văn phòng Trung ương Đảng Cộng sản Liên Xô phụ trách công nghiệp Nga Xô (1962-1964)       |
| Petro Shelest (1908–1996)      | 16/11/1964 | 8/4/1966   | 1 năm, 143 ngày | Bí thư thứ nhất Đảng Cộng sản Ukraina (1963-1972) |
| Alexander Shelepin (1918–1994) | 16/11/1964 | 8/4/1966   | 1 năm, 143 ngày | Bí thư Trung ương Đảng (1961-1967) Phó Chủ tịch Hội đồng Bộ trưởng (1962-1965) Chủ tịch Ủy ban kiểm soát Đảng-Nhà nước Trung ương Đảng Cộng sản và Hội đồng Bộ trưởng Liên Xô (1962-1965) |

## Ủy viên dự khuyết
| Tên (sinh – mất)                   | Bắt đầu    | Kết thúc   | Thời gian       | Chức vụ |
| ---------------------------------- | ---------- | ---------- | --------------- | --- |
| Viktor Grishin (1914–1992)         | 31/10/1961 | 8/4/1966   | 4 năm, 159 ngày | Chủ tịch Hội đồng Đoàn thể Công đoàn (1956-1967) Phó Chủ tịch Liên hiệp Công đoàn Thế giới (1956-1967)                                                                                       |
| Kirill Mazurov (1914–1989)         | 31/10/1961 | 26/3/1965  | 3 năm, 146 ngày | Bí thư thứ nhất Đảng Cộng sản Belarus (1956-1965) |
| Vasil Mzhavanadze (1902–1988)      | 31/10/1961 | 8/4/1966   | 4 năm, 159 ngày | Bí thư thứ nhất Đảng Cộng sản Gruzia (1953-1972) |
| Sharof Rashidov (1917–1983)        | 31/10/1961 | 8/4/1966   | 4 năm, 159 ngày | Bí thư thứ nhất Đảng Cộng sản Uzbekistan (1959-1983) |
| Volodymyr Shcherbytsky (1918–1990) | 31/10/1961 | 13/12/1963 | 2 năm, 43 ngày  | Chủ tịch Hội đồng Bộ trưởng Ukraina Xô (1961-1963) |
| Volodymyr Shcherbytsky (1918–1990) | 6/12/1965  | 8/4/1966   | 123 ngày        | Chủ tịch Hội đồng Bộ trưởng Ukraina Xô (1965-1972) |
| Leonid Efremov (1912–2007)         | 23/11/1962 | 8/4/1966   | 3 năm, 136 ngày | Phó Chủ nhiệm thứ nhất Văn phòng Trung ương Đảng Cộng sản Liên Xô phụ trách Nga Xô (1962-1964) Chủ nhiệm Văn phòng Trung ương Đảng Cộng sản Liên Xô phụ trách nông nghiệp Nga Xô (1962-1970) |
| Petro Shelest (1908–1996)          | 13/12/1963 | 16/11/1964 | 339 ngày        | Bí thư thứ nhất Đảng Cộng sản Ukaraina (1963-1972) Thành viên chính thức Bộ Chính trị từ năm 1964                                                                                            |
| Pyotr Demichev (1917–2000)         | 16/11/1964 | 8/4/1966   | 1 năm, 143 ngày | Bí thư Trung ương Đảng (1961-1974) |
| Dmitriy Ustinov (1908–1984)        | 26/3/1965  | 8/4/1966   | 347 ngày        | Bí thư Trung ương Đảng (1965-1976) |